# Lambert, Oklahoma
Lambert är en ort i Alfalfa County i Oklahoma. Orten fick sitt namn efter markägaren Ambrose Lambert. Tidigt i ortens historia växte folkmängden snabbt tack vare goda järnvägsförbindelser. Redan år 1909 hade Lambert 127 invånare, fyra kyrkor, ett hotell, en bank och en kornhiss. 1920 års folkräkning visade 130 invånare. Vid den tidpunkten fanns det ett dussintal företag på orten. Efter andra världskriget sjönk folkmängden drastiskt. År 1950 hade Lambert 55 invånare, 1960 21 och år 2000 fanns det bara 9 invånare kvar. 2010 års folkräkning bekräftade den sjunkande trenden med 6 invånare. Romanförfattaren Harold Keith föddes år 1903 i Lambert.